# Frits Slomp
Fredrik (Frits) Slomp, in het verzet Frits de Zwerver of ook wel Ouderling Van Zanten genoemd (Ruinerwold, 5 maart 1898 - Vaassen, 13 december 1978) was een Nederlandse, gereformeerde predikant en verzetsstrijder en organisator van de hulp aan onderduikers tijdens de Tweede Wereldoorlog.

## Vóór de Tweede Wereldoorlog
Slomp werd in 1898 in Ruinerwold geboren als zoon van de landbouwers Jan Slomp en Grietje Zantinge. Hij studeerde theologie aan de Theologische School te Kampen. In 1927 begon hij zijn loopbaan als gereformeerd predikant in Nieuwlande. In 1930 werd hij predikant te Heemse bij Hardenberg. Deze plaats ligt dicht aan de Duitse grens, zodat hij via Duitse kerkgangers alsmede door eigen onderzoek al spoedig de gevaren van het Duitse nazisme besefte en zich daartegen ging verzetten. Zo hielp hij Joodse vluchtelingen, die eind jaren dertig Duitsland waren ontvlucht.

## Tijdens de Tweede Wereldoorlog
Tijdens de Tweede Wereldoorlog trok hij vanaf de kansel en op illegale bijeenkomsten van de Anti-Revolutionaire Partij en het Christelijk Nationaal Vakverbond fel van leer tegen de Duitse bezetter. Als gevolg daarvan moest hij in juli 1942 onderduiken. Tijdens zijn onderduikperiode leerde hij Helena Kuipers-Rietberg (Tante Riek) kennen op wier aandrang hij eind 1942, begin 1943 samen met haar de Landelijke Organisatie voor Hulp aan Onderduikers (afgekort LO) oprichtte. Frits Slomp heeft Johannes Post gekend.
In 1944 werd hij opgepakt in Ruurlo door de NSB-politieman Gerrit Stap. Slomp had een brochure die was geschreven door Frits de Zwerver. Uiteindelijk biechtte Slomp op dat hij de schrijver van de brochure was, maar Stap geloofde hem niet, omdat hij door de donker geverfde haren van Slomp meende met een Jood van doen te hebben. De Landelijke Knokploegen (LKP), met een belangrijke rol voor de Enschedese bakker en leider van de KP Twente Johannes ter Horst, wisten hem door een overval op de Koepelgevangenis in Arnhem te bevrijden. Met zijn gezin ondergedoken wist Slomp veilig het einde van de oorlog te bereiken.
Aan het einde van en tijdens de eerste maanden na afloop van de oorlog was hij belast met openbare orde-taken.

## Ná de Tweede Wereldoorlog
Hij legde zich later ook toe op pastorale zorg aan personen die met de Duitsers hadden geheuld; dit wierp zijn vruchten af want het had tot gevolg dat een aantal voormalige NSB'ers en een SS'er tot inkeer kwamen en bij hem geloofsbelijdenis deden.
In de herfst van 1945 aanvaardde hij het predikantschap in Blokker (N-H). Vervolgens vertrok hij in 1948 naar het toenmalige Nederlands-Indië en maakte zodoende de tweede politionele actie mee. In 1949 liep de jeep waarin hij zat op een landmijn; weliswaar raakte hij niet zwaargewond maar hij hield er wel een blijvend slecht gehoor aan over.
In 1950 kwam hij terug naar Hoorn; vanwege evangelisatie onder mensen uit de lagere inkomensgroepen kwam hij in conflict met de kerkeraad en ging hij in 1962 daarom voortijdig met emeritaat. In de plaats Wolvega zette hij echter tot 1966 dit soort evangelisatie-acties voort. Vervolgens verhuisde hij naar Vaassen. In 1972 werd bij hem kanker geconstateerd waaraan hij uiteindelijk in 1978, op tachtigjarige leeftijd, overleed. Slomp ligt begraven op de begraafplaats van de Gereformeerde Kerk te Berghuizen.

## Onderscheidingen
Slomp ontving van de Engelse regering op 18 oktober 1948 de King's Medal for Courage in the Cause of Freedom. Op zijn 70e verjaardag, 5 maart 1968, ontving ds. Slomp uit handen van de burgemeester van Epe de versierselen behorende bij het officierschap van de Orde van Oranje Nassau. Op 28 april 2014 werd de Yad Vashem-onderscheiding postuum toegekend aan Slomp en zijn vrouw Tjaltje Slomp-Ten Kate. De uitreiking vond plaats in het Verzetsmuseum te Amsterdam.

## Bijzonderheden
- Ter nagedachtenis is in Heemse, het dorp waar hij vroeger preekte, nabij de Kandelaarkerk een borstbeeld van Frits de Zwerver alias Frits Slomp geplaatst.
- Het Frits de Zwerver Fonds is vernoemd naar Frits Slomp. Het fonds reikte tussen 2000 en 2015 een Frits de Zwerverprijs uit aan scholieren van 14 tot 18 jaar uit de regio van Zwolle (IJssel-Vecht regio) voor opstellen over de oorlog.
- In Maarssenbroek (Utrecht), (nu onderdeel van Stichte Vecht), was in de wijk Bloemstede tot 1995 de basisschool "Frits de Zwerver school" gevestigd. Later na fusie genaamd "basisschool De witte roos".
- In diverse plaatsen zijn straten naar hem vernoemd.